# Ügynökjátszma (film, 2022)
Az Ügynökjátszma (eredeti cím: Agent Game) 2022-ben bemutatott amerikai akcióthriller-kémfilm, melyet Grant S. Johnson rendezett. A főbb szerepekben Dermot Mulroney, Adan Canto, Katie Cassidy, Annie Ilonzeh, Rhys Coiro, Barkhad Abdi, Jason Isaacs és Mel Gibson látható.
Az Amerikai Egyesült Államokban 2022. április 8-án mutatta be a Saban Films, gyenge kritikai fogadtatás mellett.

## Cselekmény
Harris CIA-tiszt későbbi kihallgatások céljából külföldi állampolgárok elfogásával és áthelyezésével foglalkozik. Amikor Harris felettesét meggyilkolják, őt teszik felelőssé egy fogvatartott megöléséért. Menekülnie kell egy csapat ügynök elől, akiket azzal a céllal küldenek utána, hogy elfogják – a csapatot pedig egy könyörtelen kettős ügynök vezeti.

## Szereplők
- Dermot Mulroney – Harris CIA-tiszt
- Adan Canto – Kavinsky
- Katie Cassidy – Miller
- Annie Ilonzeh – Visser ügynök
- Rhys Coiro – Reese
- Barkhad Abdi – Omar, fogvatartott
- Jason Isaacs – Bill, Harris főnöke
- Mel Gibson – Olsen, magas rangú CIA-hivatalnok
- Matt Riedy – CIA igazgatóhelyettes

## A film készítése
Az Agent Game című független filmet 2021. március 5-én jelentették be. Ekkor került nyilvánosságra, hogy Mel Gibson, Dermot Mulroney, Katherine McNamara, Rhys Coiro és Annie Ilonzeh szerepet kaptak a filmben, mely Grant S. Johnson rendező és Mike Langer, valamint Tyler W. Konney forgatókönyvíró közreműködésével készül. Nem sokkal később Katie Cassidy, Jason Isaacs, Barkhad Abdi és Adan Canto is csatlakozott a szereplőgárdához. Ez volt Gibson és Isaacs első közös filmje a több mint két évtizeddel korábban bemutatott A hazafi (2000) óta.
A forgatás 2021 márciusának végétől zajlott Augusta városának több helyszínén.
2022. április 8-án mutatta be a Saban Films az amerikai mozikban, ugyanezen a napon digitális és on-demand formátumban is megjelent.

## Kritikai visszhang
A Rotten Tomatoes 14 kritikus véleménye alapján 21%-os értékelést adott rá. Glenn Kenny amerikai filmkritikus négyből másfél csillagra értékelte és „zavaros ostobaságnak” nevezte a filmet.

## Fordítás
- Ez a szócikk részben vagy egészben  az   Agent Game című angol Wikipédia-szócikk ezen változatának fordításán alapul.  Az eredeti cikk szerkesztőit annak laptörténete sorolja fel. Ez a jelzés csupán a megfogalmazás eredetét és a szerzői jogokat jelzi, nem szolgál a cikkben szereplő információk forrásmegjelöléseként.